# Vlag van Poitou-Charentes

Vlag van Poitou-Charentes

De vlag van Poitou-Charentes bestaat uit een rood veld met vijf gele kastelen. De vlag is gelijk aan het wapenschild, en is ook de vlag van de voormalige provincie Poitou. Hoewel dit wapen een verwijzing is naar Alfons van Poitiers en Castilië, lijkt het embleem te zijn opgenomen in de populaire cultuur. De kastelen in het wapen zijn vergeleken met de legende van Melusine de bouwer. Daarnaast kunnen de vijf kastelen ook de vijf "landen" van Poitou-Charentes voorstellen, namelijk: Poitou, Aunis, Saintonge, Angoumois en Limousin in oostelijk Charente en zuidoostelijk Vienne.
Naast deze vlag is er een logovlag in gebruik.
De alternatieve regionale vlag bestaat uit twee horizontale banen in wit en zwart met een rode leeuw in het midden. De verhoudingen van de vlag zijn 1:2. De vlag werd ontworpen door de Société Vexillologique de l'Ouest in 1993 en voor het eerst uitgegeven in 1994. De witte baan staat voor Haut-Poitou, de zwarte baan voor Bas-Poitou en de rode leeuw was het embleem van Poitou in de middeleeuwen.

Logovlag
Variant vlag
Tweede variant vlag

De regio maakt na de regionale herindeling per januari 2016 deel uit van de regio Nouvelle-Aquitaine. Hierdoor is de vlag niet meer in gebruik.